# 名金 (1915年の映画)
『名金』（めいきん、英語: The Broken Coin, 「割れた硬貨」の意）は、1915年（大正4年）製作・公開、ユニヴァーサル・フィルム・マニュファクチャリング・カンパニー（現在のユニバーサル・ピクチャーズ）製作・配給によるアメリカ合衆国のサイレント映画、シリアル・フィルムである。日本では『マスター・キイ』に次いで「連続活劇第2弾」として公開された同社のシリアルである。日本での別題『金貨のかけら』（きんかのかけら）。

## 略歴・概要
ユニヴァーサル・フィルム・マニュファクチャリング・カンパニーが同社の最初のシリアル・フィルムであるフランシス・フォード監督の『國寶』（別題『ルシル・ラヴ』、Lucille Love, Girl of Mystery ）に続いて1915年（大正4年）に製作・配給した、同社第5作のシリアル作品である。原作としてクレジットされているエマーソン・ハフは、実際には、本作を監督・主演したフランシス・フォードとともに主演した女優グレイス・キュナードが執筆したシナリオをノベライズしたのであり、本作が公開されるのと平行して新聞連載された。本作の第1話は、同年6月16日に全米で封切られた。当時俳優でフランシスの弟のジャック・フォード （ジョン・フォード）がチーフ助監督として撮影クルーに参加している。そのほか、多くの俳優をフォード＝キュナードの前作シリアル『國寶』から引き継いでいる。
日本では、同年9月30日に浅草公園六区・電気館において、日本で初めて封切られたシリアルである、ロバート・Z・レナード監督の『マスター・キイ』に続き、2週後の同年10月10日、浅草公園六区・帝国館を皮切りに毎週連続で公開された。配給は、同年7月に東京市京橋区南伝馬町3丁目14番地（現在の東京都中央区京橋3丁目）に設立された播磨ユニヴァーサル商会が行なった。この2作は大ヒットとなった。ユニヴァーサルのシリアル第1作『國宝』も、この2作の公開後の翌1916年（大正5年）7月に公開された。
本作が公開された際の日本での反響は大きく、当時慶應義塾の旧制中学生であったのちの映画監督の山本嘉次郎は、同級生ののちの脚本家・小林正に「あれを見ねえバカがあるか」と煽動されて、浅草の帝国館で観ているが、この2人の少年は、鍛冶屋に二銭銅貨を2つに割ってもらってそれぞれが持つ「名金ゴッコ」に興じており、間もなく同様の玩具が全国の駄菓子屋で販売されたという。「名金ゴッコ」については筈見恒夫も指摘しており、少年たちがボール紙の金貨を奪い合う遊びをしている様は、のちの『丹下左膳』を真似て剣戟ゴッコをするのと同様である旨の記述をしている。
作品について、山本は「面白いの面白くないの、いままでの単調、鈍重、舞台劇の焼き直しのような欧州物と較べて、波瀾重畳、スリルとサスペンスに満ちて、テンポがスピーディーである」と回想している。映画史家の田中純一郎は、日本で公開された当時の連続活劇のなかでも本作がもっとも評判が高く、ノベライズ小説が日本でも翻訳出版されたことを指摘している。
現在、本作の原版・上映用プリント等は散逸し現存しないとみなされている。

## スタッフ・作品データ
- 監督 : フランシス・フォード
- 脚本 : グレイス・キュナード
- 原作（ノベライズ） : エマーソン・ハフ （Emerson Hough）
- 撮影 : R・E・アイリッシュ （R. E. Irish [13]）、ヘンリー・マクガイア・スタンレイ （Harry McGuire Stanley [14]）
- チーフ助監督 : ジャック・フォード （ジョン・フォード）

- 上映時間（巻数） : 約440分（2巻もの全22話 各話約20分、全44巻[3]）
- フォーマット : 白黒映画 - スタンダードサイズ（1.37:1） - サイレント映画
- 日本初回興行 : 浅草・帝国館[2]

## キャスト
クレジット順
- グレイス・キュナード - Kitty Gray
- フランシス・フォード - Count Frederick
- エディ・ポーロ（Eddie Polo） - Roleau
- ハリー・シャム（Harry Schumm） - King Michael II
- アーネスト・シールズ（Ernest Shields） - Count Sacchio
- ジャック・フォード（ジョン・フォード） - Sacchio's Accomplice
- W・C・キャンフィールド（W.C. Canfield） - Gorgas the Outlaw
- リース・ガードナー（Reese Gardiner [15]） - The Apache
- ドク・クレイン（Doc Crane） - Pawnbroker
- ハリー・マン（Harry Mann [16]） - Servant
- ヴィック・ゴス（ヴィクター・ゴス、Victor Goss [17]） - Servant
- ルイス・ショート（ルー・ショート、Lew Short [18]） - Prime Minister
- G・J・ウッタル（ジョージ・ウテル、George Utell [19]） - Henchman
- バート・ウィルソン（Bert Wilson [20]） - Confidante
- ミナ・キュナード（Mina Cunard [21]） - King's Sweetheart / グレイス・キュナードの代役
- カール・レムリ - Editor-in-Chief
- ジャック・ホルト（Jack Holt） - Captain Williams
- マーク・フェントン（Mark Fenton） - King of Grahaffen

以下アルファベット順
- エド・クラーク（エドワード・クラーク、Edward Clark） - 役柄不明
- ニール・ハーディン（Neil Hardin [22]） - 役柄不明
- バートン・ロウ（Burton Law [23]） - 役柄不明
- ウィリアム・ホワイト（William White [24]） - 役柄不明

## サブタイトル
各話のサブタイトルとアメリカ合衆国での公開日の一覧である。
1. The Broken Coin, 1915年6月21日 ( アメリカ合衆国、Episode 1) /  日本 1915年10月10日 [2]
2. The Satan of the Sands, 同年6月28日 ( アメリカ合衆国、Episode 2)
3. When the Throne Rocked, 同年7月5日 ( アメリカ合衆国、Episode 3)
4. The Face at the Window, 同年7月12日 ( アメリカ合衆国、episode 4)
5. The underground Foe, 同年7月19日 ( アメリカ合衆国、episode 5)
6. A Startling Discovery, 同年7月26日 ( アメリカ合衆国、episode 6)
7. Between Two Fires, 同年8月2日 ( アメリカ合衆国、episode 7)
8. The Prison in the Palace, 同年8月9日 ( アメリカ合衆国、episode 8)
9. Room 22, 同年8月16日 ( アメリカ合衆国、episode 9)
10. Cornered, 同年8月23日 ( アメリカ合衆国、episode 10)
11. The Clash of Arms, 同年8月30日 ( アメリカ合衆国、episode 11)
12. A Cry in the Dark, 同年9月6日 ( アメリカ合衆国、episode 12)
13. War, 同年9月13日 ( アメリカ合衆国、episode 13)
14. On the Battle Field, 同年9月20日 ( アメリカ合衆国、episode 14)
15. The Deluge, 同年9月27日 ( アメリカ合衆国、episode 15)
16. Kitty in Danger, 同年10月4日 ( アメリカ合衆国、episode 16)
17. The Castaways, 同年10月11日 ( アメリカ合衆国、episode 17)
18. The Underground City, 同年10月18日 ( アメリカ合衆国、episode 18)
19. The Sacred Fire, 同年10月25日 ( アメリカ合衆国、episode 19)
20. Danger on the High Seas, 同年11月1日 ( アメリカ合衆国、episode 20)
21. A Timely Rescue, 同年11月8日 ( アメリカ合衆国、episode 21)
22. An American Queen, 同年11月15日 ( アメリカ合衆国、episode 22)

## ビブリオグラフィ
日本で出版された本作の翻訳、あるいは独自のノベライズのうち国立国会図書館所蔵のものの一覧、すべて1916年（大正5年）刊行。
- 『名金 世界的大活劇』、北島俊碩、春江堂書店
- 『名金 探偵小説』、青木緑園、中村日吉堂
- 『名金』上下巻、訳者・著者不明、世界館
- 『名金』、活動之世界社
- 『名金 探偵活劇1-3』、俊碩剣士、江東書院
- 『名金 探偵活劇』、長瀬春風、博文館
- 『名金 探偵活劇』前後篇、エマーソン・ホオ、栄館
- 『名金 活動弁士の説明したる世界的探偵奇譚』、エアーソン・ホー、訳斎木嶺水、出版・斎木義一
- 『名金 世界的大探偵』、田口桜村、三芳屋書店
- 『名金』、竹内断腸花、活動文芸社
- 『名金 探偵小説 続』、青木緑園、中村日吉堂
- 『名金 探偵活劇』、黒谷天洞、講談落語社

## 関連事項
- 1915年の日本公開映画
- en:List of film serials
- en:List of film serials by studio

## 註
1. 1 2 3 4 5 6  The Broken Coin, Internet Movie Database （英語）, 2010年7月11日閲覧。
2. 1 2 3 4 5 6 7  『日本映画発達史 I 活動写真時代』 、田中純一郎、中公文庫、1975年12月10日 ISBN 4122002850, p.254-255.
3. 1 2 3  『20世紀アメリカ映画事典』、編・畑暉男、カタログハウス、2002年4月、ISBN 4905943507, p.36.
4. ↑  名金 (金貨のかけら)、allcinema ONLINE, 2010年7月11日閲覧。
5. 1 2  名金 (金貨のかけら)、movie-fan.jp, 2010年7月11日閲覧。
6. 1 2  Lucille Love: The Girl of Mystery - IMDb（英語）, 2010年7月11日閲覧。
7. ↑  『20世紀アメリカ映画事典』、p.35.
8. ↑  『日本映画発達史 I 活動写真時代』、p.257.
9. ↑  『20世紀アメリカ映画事典』、p.47.
10. 1 2  『カツドウヤ自他伝』、山本嘉次郎、昭文社、1972年、p.31-32.
11. ↑  『映画五十年史』、筈見恒夫、創元社、1951年、p.77-78.
12. ↑  The Broken Coin, silentera.com （英語）, 2010年7月11日閲覧。
13. ↑  R. E. Irish - IMDb（英語）, 2010年7月11日閲覧。
14. ↑  Harry McGuire Stanley - IMDb（英語）, 2010年7月11日閲覧。
15. ↑  Reese Gardiner - IMDb（英語）, 2010年7月11日閲覧。
16. ↑  Harry Mann - IMDb（英語）, 2010年7月11日閲覧。
17. ↑  Victor Goss - IMDb（英語）, 2010年7月11日閲覧。
18. ↑  Lew Short - IMDb（英語）, 2010年7月11日閲覧。
19. ↑  George Utell - IMDb（英語）, 2010年7月11日閲覧。
20. ↑  Bert Wilson - IMDb（英語）, 2010年7月11日閲覧。
21. ↑  Mina Cunard - IMDb（英語）, 2010年7月11日閲覧。
22. ↑  Neil Hardin - IMDb（英語）, 2010年7月11日閲覧。
23. ↑  Burton Law - IMDb（英語）, 2010年7月11日閲覧。
24. ↑  William White - IMDb（英語）, 2010年7月11日閲覧。
25. ↑  国立国会図書館NDL-OPAC 検索結果、国立国会図書館、2010年7月11日閲覧。